# كثير بن سليم المدائني
كثير بن سليم الضبي أبو سلمة المدائني راوي حديث نبوي من الضعفاء من أهل المدائن.

## روايته للحديث النبوي
- روى عن: أنس بن مالك، والحسن البصري والضحاك بن مزاحم.
- روى عنه: أَحْمَد بْن عَبد اللَّهِ بْن يونس، وإسحاق بْن بشر الكاهلي، وإسماعيل بن أبان، وجبارة بْن مغلس، وسهل بْن زِيَاد الْقَطَّان، وسلام بْن سُلَيْمان المدائني، وصالح بن بنان البغدادي، وصالح بن سابق، والعباس بْن زِيَاد الهمذاني، وأَبُو صَالِح عَبد اللَّهِ بْن صَالِح كاتب الليث بن سعد، وأبو عامر عَبد المَلِك بْن عَمْرو العقدي، وأبو اليقظان عمار بْن عَبد المَلِك المروزي، وعَمْروبن حميد القاضي، وعَمْرو بن عون الواسطي، وغالب بْن فرقد الأَصْبَهَانِيّ، ومجاشع بن عمْرو التَّمِيمِيّ، ومحمد بن عَاصِم البغدادي، ومحمد بن عبد الملك بن أبي الشوارب، والهيثم بْن جميل الأنطاكي، ويحيى بْن إِسْحَاق السيلحيني، وأَبُو تميلة يَحْيَى بْن واضح.[1]
- الجرح والتعديل: ضعّفه يحيى بن معين، وقال علي بن المديني: «كَثِير صاحب أنس ضعيف، وكان يحدث عَنْ أنس أحاديث يسيرة خمسة أو نحوها، فصارت مئة حديث!»، وقال النسائي: «متروك الحديث». وقال أبو زرعة الرازي: «واهي الحديث»، وقال أبو حاتم الرازي: «ضعيف الحديث، منكر الحديث، لا يروي عَنْ أنس حديثا له أصل من رواية غيره.»، وقال ابن حبان في الضعفاء: «كَثِير بْن عَبد اللَّهِ يروي عَنْ أنس مَا ليس من حديثه ويضع عليه»، روى له ابن ماجة.[1]